# Emma Laine
Emma Laine (født 26. marts 1986 i Karlstad, Sverige) er en kvindelig professionel tennisspiller fra Finland. 

Emma Laine højeste rangering på WTA single rangliste var som nummer 50, hvilket hun opnåede 7. august 2006. I double er den bedste placering nummer 64, hvilket blev opnået 30. oktober 2006.